# Коробка, Владимир Геннадьевич
Влади́мир Генна́дьевич Коро́бка (укр. Володимир Геннадійович Коробка; род. 22 июля 1989, Днепропетровск) — украинский футболист, нападающий. Выступал за юношескую сборную Украины до 17 лет.

## Биография

### Клубная карьера
В детско-юношеской футбольной лиге Украины выступал за днепропетровские клубы ИСТА и «Днепр». Коробка воспитанник группы подготовки тренеров — Кузнецов В. И. и Самойленко Н. П. С 2006 года по 2008 год выступал за дублирующий состав «Днепра» в молодёжном первенстве и провёл 29 матчей и забил 4 гола.
В конце июля 2008 года по приглашению Михаила Фоменко перешёл в симферопольскую «Таврию», подписав двухлетний контракт. В Премьер-лиге Украины дебютировал 23 ноября 2008 года в матче против своего бывшего клуба днепропетровского «Днепра» (0:1), Коробка вышел в дополнительное время вместо Лаки Идахора. Летом 2009 года мог перейти в «Крымтеплицу» из Молодёжного на правах аренды. В 2012 году был в аренде в российском клубе «Волгарь». В январе 2013 года перешёл на правах аренды в запорожский «Металлург». В чемпионате Украины провёл 3 матча, в молодёжном первенстве сыграл в 5 играх, в которых забил 1 гол.
Летом 2013 года вернулся в «Таврию». В сезоне 2013/14 стал основным игроком команды и провёл 27 матчей, забив 2 гола. Попадал в сборные тура по версии различных сайтов. Всего за «Таврию» в Премьер-лиге провёл 42 матча и забил 4 гола. В молодёжном первенстве сыграл за «Таврию» 84 матча и забил 14 голов.
31 июля 2014 года на правах свободного агента подписал контракт с российской «Тюменью», которая выступала в Футбольной национальной лиге — втором по силе дивизионе чемпионата России. В составе команды дебютировал 3 августа 2014 года в выездном матче ФНЛ против самарских «Крыльев Советов» (2:1), главный тренер Константин Галкин доверил Коробке начать игру в основном составе, но на 59-й минуте он был заменён на Никиту Теленкова. Свой дебютный гол за «Тюмень» провёл 17 августа 2014, выйдя на замену в выездном матче против «СКА-Энергия», и забив на 79-й минуте в ворота Антона Козореза, принеся «Тюмени» ничейный результат (1:1). Всего в первом круге сезона 2014/15, выступая за «Тюмень», провёл 10 матчей и забил 2 мяча.
В январе 2015 года Владимир находился на просмотре в польской «Короне», несмотря на действующий контракт с тюменским клубом. По словам главного тренера «Тюмени» Константина Галкина, представители клуба не смогли дозвониться до Коробки, после чего 23 января расторгли с ним контракт. Покинув расположение «Короны», которой он не подошёл, в феврале 2015 года футболист поехал в Крым, где поддерживал форму, выступая за местную команду «Скиф».
Весной 2015 года подписал контракт с белорусским «Витебском», однако долгое время не играл за команду из-за травмы. Оправившись от травмы, 22 июня 2015 года вышел на замену на 61-й минуте в матче с солигорским «Шахтёром» и уже на 68-й минуте забил свой дебютный гол в чемпионате Белоруссии.
В январе 2016 года находился на просмотре в азербайджанском «Кяпазе», однако в итоге перешёл в грузинский «Колхети-1913», в котором провел в общей сложности 30 матчей забив 3 мяча в чемпионате Грузии.
Летом 2017 года перешел в «Торпедо» Кутаиси. В 2017 году отыграл в чемпионате 13 матчей и забил один мяч, «Торпедо» в итоге стало победителем турнира (впервые за 15 лет). В финале Кубка Грузии «Торпедо» уступила клубу «Чихура» в серии пенальти.

### Карьера в сборной
Выступал в юношеской сборной Украины до 17 лет, в которой провёл 2 матча. В мае 2011 года вызывался в молодёжную сборную Украины до 21 года.

## Достижения
- Чемпион Грузии: 2017
- Финалист Кубка Грузии: 2017

## Статистика
| Сезон   | Клуб                   | Лига                         | Чемпионат | Чемпионат | Кубок | Кубок | Дубль | Дубль |
| Сезон   | Клуб                   | Лига                         | Игры      | Голы      | Игры  | Голы  | Игры  | Голы  |
| ------- | ---------------------- | ---------------------------- | --------- | --------- | ----- | ----- | ----- | ----- |
| 2006/07 | Днепр (Днепропетровск) | Высшая лига Украины          |           |           |       |       | 12    | 1     |
| 2007/08 | Днепр (Днепропетровск) | Высшая лига Украины          |           |           |       |       | 17    | 3     |
| 2008/09 | Таврия                 | Премьер-лига Украины         | 1         | 0         | 1     | 0     | 26    | 4     |
| 2009/10 | Таврия                 | Премьер-лига Украины         |           |           |       |       | 21    | 4     |
| 2010/11 | Таврия                 | Премьер-лига Украины         | 13        | 2         |       |       | 15    | 3     |
| 2011/12 | Таврия                 | Премьер-лига Украины         | 1         | 0         |       |       | 22    | 3     |
| 2012/13 | Металлург (Запорожье)  | Премьер-лига Украины         | 3         | 0         |       |       | 15    | 3     |
| 2012/13 | Волгарь                | Футбольная национальная лига | 3         | 0         |       |       |       |       |
| 2013/14 | Таврия                 | Премьер-лига Украины         | 27        | 2         |       |       |       |       |
| 2014/15 | Тюмень                 | Футбольная национальная лига | 10        | 2         |       |       |       |       |
| 2015    | Витебск                | Чемпионат Белоруссии         | 9         | 1         | 3     | 0     |       |       |